# Buzina do Chacrinha
Buzina do Chacrinha foi um programa de auditório da televisão brasileira apresentado por Abelardo "Chacrinha" Barbosa em várias emissoras.
No começo de sua carreira, "Chacrinha" comandava dois programas: Discoteca do Chacrinha, às terças ou quartas-feiras, e Buzina do Chacrinha, aos domingos. A “Buzina do Chacrinha” era para calouros e a “Discoteca” apresentava os sucessos musicais do momento. Depois ficou complicado identificar um e outro e eles acabaram fundidos no Cassino do Chacrinha.

## Concurso "A Criança Mais Bonita do Brasil"
Em 1979, o programa, exibido na época pela TV Bandeirantes, promoveu o Concurso "A Criança Mais Bonita do Brasil". Terminaram empatadas na primeira posição a representante de São Paulo, Helen Mara Michelet, e a então desconhecida representante do Pará Angélica. Esta foi a primeira aparição da futura apresentadora Angélica na TV.

## Prêmios e Indicações
| Ano  | Prêmio                  | Categoria                    | Exibido por     | Resultado | Ref.                |
| ---- | ----------------------- | ---------------------------- | --------------- | --------- | ------------------- |
| 1981 | Troféu Imprensa de 1981 | Melhor Programa de Auditório | TV Bandeirantes | Indicado  | [carece de fontes?] |